# Pallérterv
A pallérterv építmények és épületek kivitelezési tervdokumentációjának része. Az építészeti tervlapok „alap-tervei”.  A „pallérterv” a hagyományos szakmai megnevezés. Nevezik „vezér-terv”-nek is.
A pallérterv általában 1:50-es léptékű, engedélyezési tervnél részletesebb műszaki tartalmú és konkrét anyagokat, szerkezeteket tartalmazó tervlapok összefoglaló megnevezése. A kivitelezési tervdokumentáció építészeti munkarészének 1:50-es rajzi léptékű tervei: alaprajzok, metszetek és homlokzatok.
Célja hogy a kivitelező az engedélyezési tervtől pontosabb költségvetést tudjon készíteni, illetve a pontosabb műszaki tartalom meghatározása. 
A pallér, azaz a  munkavezető, a művezető az építési helyszínen ezeket a tervlapokat is felhasználja az építéshez.

### Pallértervek műszaki tartalma
A pallérterv rajzain fel vannak tüntetve az alapvető épületszerkezetek: alapozás, falak, pillérek, nyílászárók, lépcső/rámpák, burkolatok, fedélszerkezet, kémények, továbbá a beépített berendezési tárgyak (vizes berendezési tárgyak, szaniterek, mosogató, lakásfűtő berendezések és mérőhelyek, kémények, beépített szekrények, korlátok, épülettartozékok, stb.) 
A pallérterv rajzain fel vannak iratozva a méretezések (kótázás):  épület- és helyiségméretek, falvastagságok, fesztávok, nyílások, padlószintek, szintkóták, helyiség megnevezések, -alapterületek és -burkolatok, továbbá a felhasznált anyagok és megoldások megnevezése, jelölése; metszetek és részmetszetek helyeinek feltüntetése, északjel.

## További építészeti kivitelezési tervek
Nem részei a pallérterveknek az építészeti kivitelezési tervdokumentáció további részei: részlettervek, konszignációk (nyílászáró-, asztalos-, lakatos-, kő-, bádogos- stb), az árazatlan költségvetés kiírás, a műszaki leírás és csatlakozó dokumentumok (pl. a betervezett építési anyagok és termékek tervezői követelmény meghatározásai és adott esetben teljesítmény nyilatkozatai), szükség esetén műhelytervek, gyártástechnológiai és üzemeltetési technológiai tervek.
A pallértervre mintát találunk a Magyar Építész Kamara mintatervei között.